# Elaphidion michelii
Elaphidion michelii es una especie de escarabajo longicornio del género Elaphidion, categorizada en la tribu Elaphidiini, de la subfamilia Cerambycinae. Fue descrita por Ivie en 2007.

## Descripción
Mide 30-38 mm de longitud.

## Distribución
Se distribuye por América: Puerto Rico.